# Thomas Jennefelt
Thomas Jennefelt, född 24 april 1954 i Huddinge, är en svensk tonsättare.

## Biografi
Jennefelt studerade komposition vid Kungliga Musikhögskolan i Stockholm för Gunnar Bucht och Arne Mellnäs. 
Fokus i Jennefelts produktion ligger till stor del på vokalmusiken, från körmusik till operor. Bland körverken blev Warning to the rich från 1977 en tidig framgång. Andra uppmärksammade körverk är Dichterliebe (I–X) – komponerat till samma dikter av Heinrich Heine som Robert Schumann använde – samt a cappellasviten Villarosa sequences till ett av tonsättaren påhittat, latinbesläktat språk.
Hans första helaftonsopera, Gycklarnas Hamlet, hade premiär på Stora Teatern i Göteborg 1990. Kammaroperan Farkosten uruppfördes 1994 i Köpenhamn. 2004 hade Sport&Fritid, med libretto av Niklas Rådström, premiär på Kungliga Operan i Stockholm. Bland orkesterverken märks hans konsert för trumpet och stråkorkester, Stockholm i maj, uruppförd av Håkan Hardenberger, och In rilievo, uruppförd 2005 av Sveriges Radios Symfoniorkester.
Bland hans senare kompositioner märks In Other Words 2009 (soli kör och barockorkester) (Akademie für Alte Musik, Gloger festspelen Kongsberg, Olof Boman), Dixit Dominus 2009 (soli kör och stråkorkester) (Vokalharmonin, Musica Vitae, Fredrik Malmberg), Nocturnal Singing 2010 (soli kör och stråkorkester) (Radiokören, Sveriges Radios symfoniorkester, Andrew Manze), kammaroperan Paulus (libretto: Christian Lehnert, Athesinus Consort, urpremiär Berlin september 2011), Tre Tranströmersånger 2012 (Erika Sunnegårdh, Karl-Magnus Fredriksson, Uppsala Kammarorkester, Sjökvist), samt kammaroperan HOS OSS (premiär i lägenheter på Södermalm 2012 och i Berlin 2013) till libretto av Magnus Florin. 2018 uruppförde Revutsky-kvartetten Poltava 03:44 i Poltava, Ukraina.
2018 nominerades inspelningen av Nocturnal Singing och Fyra Operakörer till Grammis för årets bästa klassiska. 
Thomas Jennefelt är ledamot av Kungliga Musikaliska Akademien, och var under perioden 2004–2013 dess vice preses. 1994–2000 var han ordförande i Föreningen svenska tonsättare. Jennefelt har varit sångare och ordförande i Eric Ericsons Kammarkör.

## Priser och utmärkelser
- 1996 – Ledamot nr 907 av Kungliga Musikaliska Akademien
- 1999 – Mindre Christ Johnson-priset för Musik vid ett berg
- 2001 – Litteris et Artibus
- 2001 – Musikföreningens i Stockholm stipendium
- 2002 – Atterbergpriset
- 2013 – Ingvar Lidholm-priset
- 2016 – Rosenbergpriset

## Verkförteckning

### Verk för scenen
- Tanter kammaropera för fyra soli (1982)
- Albert och Julia radioopera för fyra soli, körer och orkester efter E J Stagnelius pjäs (1986)
- Svarta handsken teatermusik till August Strindbergs pjäs (1988)
- Gycklarnas Hamlet opera i två akter efter PC Jersilds pjäs med libretto av B Nordfors (1988)
- Maria Stuart teatermusik för stråkkvartett till H Schillers pjäs (1989)
- Farkosten kammaropera för fyra soli och kammarensemble till text av tonsättaren (1994)
- Som om tiden stod stil loperafilm till text av Ingamaj Beck och film av Bengt Steiner (1995)
- I väntan musikdramatiska scener för 16 sångerskor till libretto av tonsättaren (1995)
- Meteorologen musikdramatisk scen för tenor och slagverk till text av tonsättaren (1997)
- Sport & fritid opera i två akter till libretto av Niklas Rådström (2002)
- Horan i Konstantinopel musik till Alexander Andorihls radiopjäs (2003)
- Å  musikdramatisk scen till libretto av tonsättaren (2004)
- Paulus (Der ängstliche Harren der Kreatur) kammaropera till libretto av Chr. Lehnert (2011)
- HOS OSS kammaropera till libretto av Magnus Florin (2012)
- VI SES kammaropera till libretto av Magnus Florin (2015)
- VI - en okänd opera av Bach musikdramatisk scen (tillsammans med Siri Jennefelt) (2018)

### Verk för kör a cappella
- Återsken för blandad kör till dikter av Henry Parland (1975)
- Missa brevis för blandad kör (1976)
- Warning to the Rich för baryton och blandad kör till text ur Jakobs brev (1977)
- Allt vad ni vill för blandad kör till text ur Bibeln (1981)
- Anyone can let you down/Noone will let you down för damkör (1981)
- Platt buk med duk för blandad kör till text ur dagspressen (1982)
- Ty han låter sin sol gå upp för blandad kör till text ur Bibeln (1983)
- O Domine för mezzosopran och blandad kör till text ur Bibeln (1983)
- Tre etyder tillägn. Patafysiska kollegiet för blandad kör till texter ur dagspressen (1985)
- Den enda stunden för blandad dubbelkör (tillsammans med Sven David Sandström)till en dikt av J L Runeberg (1986)
- In, genom en öppning i molnen för manskör till en dikt av Ingrid Kallenbäck (1987)
- Dichterliebe (I-X) för blandad kör till dikter av H Heine (1990)
- Musik till en stor kyrka; att vila till för blandad kör (1990)
- Aleidi floriasti för blandad kör (1993)
- Saoveri indamflavi för blandad kör (1993)
- Villarosa sarialdi för blandad kör (1993)
- Ditt namn är inte ditt för blandad kör till en dikt av Bo Setterlind (1993)
- Vinamintra elitavi för blandad kör (1995)
- Sostenuto för blandad kör till text av Jaques Werup (1995)
- Claviante brilioso för blandad kör (1996)
- Virita criosa för barnkör eller damkör (1996
- Salut de la vielle des O för blandad kör till latinsk text (1997)
- Premier O för blandad kör till latinsk text (1997)
- Missa brevis (1997) för blandad kör (1997
- On&on&on&on för vokalgrupp/kör (1999)
- Ranta för blandad kör till text av tonsättaren (2000)
- Drei Legenden för blandad kör (2001)
- Cinq tableau vivantes för blandad kör (2002)
- Gesänge am ersten Abend des Krieges för blandad kör (2003)
- Noviori ani för barnkör eller damkör (2004)
- Fallandet, Kärleksrummet och Processionen ur Tusen år hos Gud för blandad kör (2006)
- O Hoffnung för tio soloröster/kör till en dikt av F Hölderlin (2008)
- Kriegslied för blandad kör till en dikt av Matthias Claudius (2013)
- En vinternatt för manskör till en dikt av Tomas Tranströmer (2012)
- The Lily för blandad kör till en dikt av William Blake (2012)
- Eno vonodovo för damkör (2014)
- Gran för blandad dubbelkör till en dikt av Harry Martinson (2014)
- Dann enstrahlt….för blandad kör till text ur Andra vatikankoncilliet (2015)
- Verleih uns Frieden för blandad kör till en text av Martin Luther (2016)
- Partial differential equations or About the possibility to might understand för blandad kör och elektriska apparater till texter ur tekniska skrifter (2019)

### Verk för kör och instrument/orkester
- För friheten och livet för blandad kör och instrumentalensemble till text av P Neruda (1979)
- Utan drömmar står vi stilla för manskör och 2 slagverkare (1980)
- Kyrie för blandad kör och brassensemble (1982)
- Fem motetter för blandad kör och orgel till texter av bl. a. G Hildebrand (1984)
- Triumf att finnas till för blandad kör (SAB) och 2 pianon till text av Edith Södergran (1992)
- Den gömda källan för mezzosopran, blandad kör, slagverk, piano och stråkorkester till texter av bl.a. Ylva Eggehorn (1997)
- Övervintrarna för sopran, blandad kör och 8 trumpeter (1999)
- Sången och gången för sopran, blandad kör, flöjt, 2 saxofoner och bilhorn (2000)
- La città dolente för blandad kör och 2 pianon till text av Dante Alighieri (2000)
- Or che´l ciel et la terra för blandad kör och gitarr till text av F Petrarca (2001)
- Dances on the beach.för blandad kör och sinfonietta (2003)
- Av någon sedd för blandad kör och piano till text av Niklas Rådström (2008)
- Nocturnal singing för sopran, blandad kör och stråkorkester (2010)
- KRIEG för blandad kör, violinsolo och stråkorkester till texter av bl.a. M Claudius (2015)
- Fyra operakörer för blandad kör och symfonisk blåsorkester till texter av bl.a. tonsättaren (2016)

### Verk för röst och instrument/orkester
- Renaissance för sopran, baryton blockflöjt, oboe och cembalo till text av K Östergren (1979)
- Källan i Vaucluse för baryton och stråkkvartett till dikter av F Petrarca (1982)
- Albumblatt för baryton, flöjt och klarinett (1984)
- Grönskans resa för baryton, flöjt, klarinett, violin, cello till text av bl.a. Stagnelius (1984)
- Far vidare färdmän för mezzosopran, baryton, cello, piano till text av tonsättaren (1985)
- Längs radien för fyra soli och orkester till en dikt av Tomas Tranströmer(1986)
- Återkomsten för mezzosopran och piano till text av tonsättaren (1995)
- Gömmarna för baryton  och orkester till text av tonsättaren (1998)
- Strimoni volio för sopran (2001)
- Isarna för mezzosopran och piano till en dikt av Niklas Rådström (2001)
- The Lady för sopran och piano till en dikt av Niklas Rådström (2002)
- C-dur för baryton och piano till en dikt av Tomas Tranströmer (2006)
- Hur skulle det kunna vara möjligt för sång och piano till en dikt av Jacques Werup (2006)
- Stunden, äppelträdet och livet för mezzosopran och cello till dikter av W Szymborska (2007)
- Tillägnan för sång och piano till en dikt av Erik Lindegren (2007)
- In other words för fyra soli, kör och barockorkester (2009)
- Dixit Dominus för tre soli, kör och stråkorkester till texter ur bl.a Bibeln (2009)
- Tre Tranströmersånger för sopran, baryton och stråkorkester (2012)
- En sommarafton för tenor och piano till en dikt av A F Lindblad (2013)
- En sonataria om Beethoven för baryton och piano (2013)
- Kom för baryton och piano till en dikt av Klas Östergren (2015)
- Vita kommun för baryton, violin, cello och gitarr till dikter av Jörgen Lind (2016)
- Sieben Liebeslieder för mezzosopran och piano till dikter av Else Lasker-Schüler (2017)
- Chambermusic XXXXIV för sopran, klarinett, violin och cello till en dikt av James Joyce (2018)

### Verk för orkester (även solokonsert)
- Desiderio för orkester (1983)
- Musik vid ett berg för orkester (1992)
- Stockholm i maj för trumpet och stråkorkester (2000)
- In rilievo för orkester (2005)

### Kammarmusikverk (även soloverk)
- Descending music för fyra violiner (1977)
- Coda för orgel solo (1978)
- Amicamea för orgel solo (1980)
- Stones för oboe, klarinett, altsaxofon, elgitarr, två slagverkare (1981)
- Untitled för tio elgitarrer, två elbasar, två slagverkare (1984)
- Yellow I för oboe solo (1984)
- Yellow II för oboe solo (1984)
- Musik till en katedralbyggare för flöjt, klarinett, violin, violoncello och piano (1984)
- Rondo för flöjt, klarinett, violin och violoncello (1984)
- Till Maria för orgel solo (1986)
- Svarta spår för stråksextett (1990)
- Legender för orgel solo (1999)
- När vattnet sjunker undan för violin, violoncello och piano (2008)
- Where are you? för gitarr solo (2009)
- Cinq pieces för violin och piano (2011)
- Hästens resa för fyrhändigt piano (2017)
- Poltava 03:44 för stråkkvartett (2018)
- Om längtan efter fotspår för stråkkvartett (2019)

## Filmmusik
- 1997 – Som om ... tiden stått still